# Forach (Dorfen)
Forach ist ein Gemeindeteil der Stadt Dorfen auf der Gemarkung Stollnkirchen im oberbayerischen Landkreis Erding. 

## Lage
Die Einöde Forach liegt in der Luftlinie 3,4 Kilometer südlich der Ausfahrt 15 (Dorfen) der Autobahn A 94 und ist von dieser auf einer 4,7 km langen Streckenführung zu erreichen.

## Bevölkerungsentwicklung
Um 1871 gab es in Forach fünf Einwohner. Im Mai 1987 lebten dort sieben Einwohner in einem Wohngebäude.
| Jahr      | 1871 | 1925 | 1950 | 1970 | 1987 |
| Einwohner | 5    | 5    | 9    | 6    | 7    |